# Art of Life
Art of Life é o quarto álbum de estúdio da banda de heavy metal japonesa X Japan, lançado em 25 de agosto de 1993 pela Atlantic Records. O álbum consiste exclusivamente da faixa-título orquestrada de 29 minutos, que foi escrita e composta por Yoshiki, inteiramente em inglês, e gravada com a Orquestra Filarmônica Real. Alcançou o topo das paradas da Oricon e vendeu mais de 600.000 cópias. É o primeiro álbum da banda após mudar seu nome de simplesmente "X" para X Japan e o primeiro a apresentar o baixista Heath.

## Visão geral
Acho que tentei me convencer a não morrer. Tentar continuar. É uma mensagem muito positiva, eu acho. Porque [...] eu era muito suicida. [...] Eu simplesmente odiava a vida, muitas vezes. Essa também é uma mensagem para as pessoas, também para mim. Tive que me convencer a continuar. Então eu escrevi a música.
Se não fosse por Art of Life, eu provavelmente não estaria aqui. Em vez de enlouquecer, escrevi música atrás de música, letra atrás de letra. Sendo assim, provavelmente essa música... é difícil dizer, mas salvou a minha vida...

Yoshiki, sobre a mensagem de Art of Life
Com o lançamento de dois álbuns de estúdio de sucesso, Blue Blood em 1989 e Jealousy em 1991, X Japan era extremamente popular para uma banda de metal ou rock no Japão e estava esgotando a maior casa de shows fechada do país, o Tokyo Dome, anualmente. Todavia, em 1992 o baixista Taiji deixou o grupo e foi substituído por Heath.
Também em 1992, Yoshiki adquiriu um complexo de estúdio de gravação em North Hollywood, Califórnia, Estados Unidos. Conhecido como One on One Recording Studios, mais tarde seria renomeado para Extasy Recording Studios e se tornaria o lugar onde aconteceria as gravações de quase todos os seus projetos. Para o lançamento de Art of Life, o X Japan deixou a Sony e assinou um contrato com a Atlantic Records e, como o álbum anterior, não foi completamente gravado no Japão ou em Los Angeles, mas em vários lugares diferentes, mais notavelmente no One on One Recording Studios nos EUA e no Abbey Road Studios em Londres (apenas a orquestra). Art of Life foi originalmente planejado para ser uma canção incluída no Jealousy, com o álbum dividido em dois CDs, mas o lançamento da música foi adiado em três anos. De acordo com o crítico musical Tetsushi Ichikawa, o atraso foi, "por causa do perfeccionismo 'implacável' de Yoshiki na direção vocal. Além disso, várias questões de negócios eventualmente pararam a gravação de Art of Life e o álbum Jealousy foi lançado com apenas um disco."

## Produção
A peça, fortemente orquestrada, foi gravada com a Orquestra Filarmônica Real e compreende várias passagens de diferentes velocidades e instrumentação, incluindo numerosos versos, sem coro definido, vários solos de guitarra harmonizados e oito minutos executados exclusivamente no piano. A música foi inspirada na Sinfonia Inacabada de Franz Schubert. Naquela época, o A&R estava pedindo para que Yoshiki escrevesse uma música que bombaria nas rádios. Como o formato limitado de rádio desagradava o músico, ele questionou: "caso eu escreva uma canção de trinta minutos, vocês tocariam no rádio?", recebendo uma resposta positiva. Quando ele realmente a apresentou, a equipe de produção ficou confusa. Ele preferiu se rebelar e seguir com a canção. "Art of Life" foi dividida em três seções para que pudesse tocar nas rádios.
Quanto ao tema lírico, Yoshiki disse que se inspirou em sua própria vida, experiências reais e emoções, principalmente em como se sentiu suicida quando seu pai morreu. Dessa forma, contou que escreveu a música em cerca de duas semanas: "me coloquei em um quarto, fechei a cortina e não vi a luz do sol por pelo menos duas semanas." Já a gravação durou cerca de dois anos.
A arte da capa do álbum foi feita usando uma imagem de raio-X real do crânio de Yoshiki. Ele enfrentou problemas para fazer o raio-X, pois os hospitais se recusavam a tirar a imagem sem uma condição médica que justificasse.

## Lançamento
A música foi revelada pela primeira vez em um show no Nippon Budokan em 30 de julho de 1992. Art of Life foi lançado em 25 de agosto de 1993 e alcançou o primeiro lugar na Oricon. No entanto, o X Japan realizou apenas dois shows naquele ano, já que cada membro iniciou suas carreiras solo. Esses shows foram realizados no Tokyo Dome em 30 e 31 de dezembro e intitulados X Japan Returns, marcando o início de uma tradição de shows na véspera de ano novo que duraria até a separação do grupo.
Em 1998, um álbum ao vivo composto exclusivamente de "Art of Life", combinado a partir desses dois shows, e intitulado Art of Life Live foi lançado pela Polydor Records, alcançando o número vinte nas paradas. Ambos os shows foram lançados na íntegra em DVDs em 2008 como X Japan Returns 1993.12.30 e X Japan Returns 1993.12.31, o último foi originalmente lançado em 2003 em VHS e DVD como Art of Life 1993.12.31 Tokyo Dome. O terceiro movimento de "Art of Life" está incluído na trilha sonora de We Are X, de 2017.
Originalmente, "Art of Life" só foi tocada ao vivo algumas vezes. A primeira aconteceu em 30 de julho de 1992, no Nippon Budokan, e mais duas nos shows de 30 e 31 de dezembro de 1993 mencionados anteriormente no Tokyo Dome. No entanto, desde a reunião em 2007, o X Japan tem cantado a música, ou partes dela, regularmente. Primeiro no show de reunião da banda em 28 de março de 2008, no Tokyo Dome. Na apresentação, um holograma do falecido Hide (criado usando imagens de uma das apresentações de 1993) tocou ao lado da banda, embora a canção tenha sido interrompida quando Yoshiki desmaiou no meio, pouco antes do solo de piano. O restante da canção foi tocada no mesmo local dois dias depois. Foi tocada mais uma vez no Tokyo Dome em 3 de maio de 2009, a partir do segundo movimento, e na AsiaWorld–Expo em Hong Kong em 16 de janeiro (primeiro movimento) e 17 de janeiro (segundo movimento) de 2009. O segundo movimento foi tocado como a última música em todos os shows desde 2010.
Uma nova versão de "Art of Life" foi gravada para o álbum de estúdio inédito do X Japan, ainda não lançado, antes de ser decidido criar material inteiramente novo.

## Recepção
Na semana de contagem inicial de setembro de 1993, Art of Life alcançou o número um na Oricon Albums Chart, com 337.490 cópias vendidas. Até o final do ano, vendeu 513.000 cópias e foi o 28º álbum mais vendido do ano. Até 2013, Art of Life vendeu mais de 600.000 cópias.
Em 2021, foi eleito pela Metal Hammer como o 25º melhor álbum de metal sinfônico de todos os tempos.

### Críticas profissionais
| Críticas profissionais | Críticas profissionais |
| Avaliações da crítica  | Avaliações da crítica  |
| Fonte                  | Avaliação              |
| ---------------------- | ---------------------- |
| Sputnikmusic           | [ 20 ]                 |
| Heavy Metal Tribune    | 9.6/10 (ao vivo)       |

Nick Butler do Sputnikmusic deu ao Art of Life uma nota 5 de 5, ou seja, perfeita, e se referiu a canção como "Stairway to Heaven do Japão"- uma música de várias camadas com uma reputação quase mítica, que chora tudo o que tornou a banda tão grande." Sentindo que uma comparação com o tema similar do Dream Theater A Change of Seasons era inevitável, ele afirmou que Art of Life é "mais emocional, diverso, intenso, impressionante e épico" e que os membros de X são mais tecnicamente habilidosos em seus instrumentos. Ele encerrou elogiando a faixa como "sem dúvida, a melhor música que já ouvi."
Heavy Metal Tribune descreve "Art of Life Live" como "talvez a música de power metal mais épica que eu já ouvi", e que o crítico prefere a versão ao vivo à versão de estúdio mais polida, por conta de toda a atmosfera.

## Faixas
| N.º | Título        | Compositor(es) | Duração |  |
| 1.  | "Art of Life" | Yoshiki        | 29:00   |  |

## Ficha técnica
X Japan
- Yoshiki - bateria, piano e sintetizador
- Toshi - vocais
- hide - guitarra
- Pata - guitarra
- Heath - baixo

Músicos adicionais
- Orquestra: Orquestra Filarmônica Real
- Maestro, arranjo de cordas, orquestração: Dick Marx

Produção
- Produtor: Yoshiki
- Co-produtores: Naoshi Tsuda, X
- Engenheiro de gravação e mixagem: Richard Breen
- Arranjo de cordas, orquestração: Shelly Berg
- Programação de MIDI: Kazuhiko Inada